# Планкет, Кэтрин
Кэтрин Планкет (англ. Katherine Plunket, рождённая как англ. Catherine Plunket; 22 ноября 1820 года — 14 октября 1932 года) — англо-ирландская аристократка, ботанический иллюстратор и долгожительница. Является старейшим человеком Ирландии в истории, прожив 111 лет 327 дней.

## Семья
Планкет родилась в графстве Лаут. Она была старшей из шести детей, один из которых умер в младенчестве. Кэтрин являлась внучкой Уильяма Планкета, 1-го барона Планкета, лорда-канцлера Ирландии. Её отец Томас Планкет, 2-й барон Планкет (1792—1866), был младшим церковным священником Ирландии, когда она родилась, и позже стал епископом Туама, Киллалы и Ахонри.
Её мать Луиза Джейн Фостер (1804—1893) была второй дочерью Ребекки Мак-Клур и Джона Уильяма Фостера из Фаневалли, графство Лаут, члена парламента от Данлира. 
Планкет была крещена англиканкой в церкви Килсарана 13 декабря 1820 года.
Она унаследовала от своей матери один из родовых домов семьи, дом Ballymascanlon около Дандолка, и следила за его содержанием, пока не заболела бронхитом в возрасте 102 лет (её единственная серьезная проблема со здоровьем). Сейчас дом является отелем.

## Ботаническое иллюстрирование
Вместе со своей младшей сестрой Гертрудой (1841—1924) Планкет много путешествовала и посетила почти все столицы Европы. Со своей сестрой Фредерикой она сделала много эскизов цветов из Франции, Италии, Испании, Германии и Ирландии.
Они были собраны в книгу, которую представили в 1903 году в Королевском колледже науки, а затем передали в Музей науки и искусства в Национальном музее Ирландии. В 1970 году она была частью коллекции, которая была передана в ирландский Национальный ботанический сад в Glasnevin.

## Долголетие
Хотя это не было известно в то время, Планкет стала самым старым признанным человеком в мире среди живущих в 8:00 утра 4 декабря 1928 года, после смерти 113-летней Делины Филкинс, в возрасте 108 лет и 12 дней, и продержала этот статус почти 4 года. В возрасте 109 лет она получила телеграмму от короля Георга V. Планкет удерживала рекорд долголетия Ирландии и Великобритании в течение 38 лет, до 1970 года, когда Ада Рои пережила её на 12 дней. Планкет была последним живущим человеком, который встретил писателя Вальтера Скотта (1771—1832), когда он останавливался в доме её дедушки в Брее.
Она умерла 14 октября 1932 года, за месяц до своего 112-летия, её смерть была зарегистрирована три дня спустя в Равенсдейле, графство Лаут и приписывается обмороку. Её некролог был опубликован в многочисленных ирландских СМИ и в английском Times. Телеграмма соболезнования была отправлена её родственникам королём Георгом V.

## См.также
- Долгожитель
- Список старейших женщин
- Список старейших людей в мире